# Comunió Tradicionalista
Comunió Tradicionalista és una de les denominacions que va rebre el carlisme des del seu establiment com a partit polític durant el Sexenni Democràtic amb altres com Comunió Catòlico-Monàrquica (habitual durant el Sexenni), Partit Tradicionalista, Partit Carlista (fins a 1909), Partit Jaumista (entre 1909 i 1931) o Comunió Legitimista, entre d'altres, que van quedar en desús en la dècada de 1930. Durant la Segona República també es va parlar a vegades de «Comunió Tradicionalista Carlista», denominació donada pel pretendent Alfons Carles de Borbó i Àustria-Este.
Encara que el nom de «Comunió Tradicionalista» s'havia emprat de manera habitual per definir al carlisme des de l'últim terç del segle XIX; i durant la Restauració, alguns autors l'utilitzen per fer referència al partit unificat al començament de la dècada de 1930 amb la fusió de les tres branques del tradicionalisme: jaumista, mellista i integrista.

## Concepte de comunió
Abans de la Revolució de 1868, carlins i nocedalistes ja havien emprat els noms de Comunió monàrquico-religiosa i Comunió Catòlico-Monárquica. Després de la caiguda d'Isabel II, tots dos s'unirien en un mateix partit que portaria el segon nom.
L'ús preferent entre els carlins del terme comunió, en lloc del de partit, podria deure's tant a la religiositat catòlica dels carlins com al seu rebuig als partits polítics. Segons va postular José María Codón, la Comunió Tradicionalista no hauria estat mai un partit, sinó un «antipartit, el germen de l'estructura de la societat sense partits».
Durant el règim de la Restauració, els carlins afirmarien a vegades la seva oposició als partits i fins i tot al fet que es parlés del carlisme com a partit. En un article de 1905 titulat «Las parcialidades, los partidos y la Comunión carlista», Eneas arribava a afirmar al diari El Correo Español, òrgan de premsa del carlisme:
| « | Calcúlese, pues, si no será contrasentido mayúsculo é impropiedad extraordinaria bautizar con el mote de partido á la España antigua, á una comunión de hombres, á un ejército de soldados que llevan por lema la destrucción de los partidos, la condenación, no solamente de los partidos, sino hasta del principio en que los partidos se fundan. Los partidos son el mal —decimos los carlistas,— y por eso tenemos que protestar contra ese nombre. —Nuestra bandera es la de España —añadimos,— y dentro de España, no solamente cabe, sino que se impone como necesaria la unión de todos los católicos, de todos los hombres de bien, de todos los patriotas [...] Creo que he demostrado que los carlistas ni somos ni queremos ser partido, y que la palabraja partido es un mote que sienta bien á los liberales, pero que lleva dentro de sí algo antagónico, algo repugnante al modo de ser, á la fe, á la caridad, al corazón de los católicos. | » |

En aquesta mateixa línia, en 1923, l'exgerent d'El Correo Español Gustavo Sánchez Márquez afirmaria:
| « | Precisamente los tradicionalistas, a la par que abominábamos de la división del país en partidos, nos hemos preciado siempre de ser los únicos españoles que no constituíamos partido: representantes de la vieja España, vivíamos agrupados al amparo de nuestras creencias como «Comunión tradicionalista». | » |

Tot i això, fins a la dècada de 1930 les expressions «partit carlista», «partit tradicionalista» i «partit jaumista» van ser comuns, fins i tot entre els propis carlins. Amb la mort d'en Jaume, la denominació de «Comunió jaumista» o «Partit Jaumista» desapareixeria i prevaldria el nom de «Comunió Tradicionalista» o «Comunió Tradicionalista Carlista».

## Història
Des del segle xix el carlisme defensava el que considerava la tradició política d'Espanya sintetitzada en el seu lema: «Déu, Pàtria, Rei». El carlisme va ser prohibit després de la primera guerra carlina i durant tot el regnat d'Isabel II, en què els carlins van provocar altres alçaments de menor importància, especialment a Catalunya. Tot i així, a banda de les insurreccions, va comptar amb un diari oficiosament carlí a Madrid anomenat La Esperanza, que va mantindre viu el moviment.
Després de ser enderrocada la reina, el carlisme ressorgiria amb força abanderat pel candidat al tron Carles de Borbó i Àustria-Este (Carles VII), net del germà de Ferran VII, Carles Maria Isidre (Carles V), i es va constituir per primera vegada com a partit polític. Durant el Sexenni Democràtic va obtenir una forta representació parlamentària, però amb una minoria d'escons (de 20 a les constituents de 1869 i 51 a les de 1871). Després de l'elecció d'Amadeu de Savoia com a rei d'Espanya, l'any 1872 els carlins optaren per la lluita armada contra el govern i esclatà la tercera guerra carlina.
Durant la Restauració alfonsina els tradicionalistes van continuar obtenint representació a les Corts espanyoles en gairebé totes les convocatòries electorals. L'any 1888 van patir una primera escissió important amb la separació del partit dels periòdics integristes encapçalats per El Siglo Futuro, que havia perdut el favor del pretendent. Minvat el moviment després de la Primera Guerra Mundial arran de la separació dels mellistes, i especialment durant la dictadura de Primo de Rivera, va ressorgir amb força durant la Segona República, aconseguint reunir en l'organització molts elements monàrquics i d'extrema dreta catòlica oposats al nou règim laicista.
L'any 1931 els integristes i els antics mellistes es reintegraren en el carlisme, i es constituí una junta amb representació dels tres corrents sota la prefectura delegada del Comte de Villores (qui ja havia estat el secretari polític de Don Jaume) i, després de la seva mort, del Comte de Rodezno, tots dos jaumins. El 1934 Manuel Fal Conde, antic integrista, seria nomenat secretari general de la Comunió pel pretendent Alfons Carles de Borbó. A les Corts republicanes van arribar a tenir 21 escons en les eleccions de 1933.
Durant aquest període, en la premsa tradicionalista van tenir un paper preponderant a Catalunya El Correo Catalán (antic diari jaumista), i a Madrid i el conjunt d'Espanya El Siglo Futuro (antic diari integrista), que es sumaven a la propaganda d'altres periòdics tradicionalistes locals o provincials.
La Comunió Tradicionalista va ser una de les forces que va protagonitzar el cop d'Estat del 18 de juliol de 1936, però va desaparèixer legalment en 1937 a conseqüència del Decret d'Unificació que va fondre la Falange Española i els tradicionlistes en un partit únic denominat Falange Española Tradicionalista y de las JONS (més conegut com a Movimiento Nacional).
Els sectors carlins disconformes amb la Unificació i el rumb totalitari del nou règim, dirigits per Fal Conde com Cap Delegat per Xavier de Borbó i Parma com a regent carlí, van reconstruir al marge del partit únic la seva organització, la qual van seguir anomenant Comunió Tradicionalista. També ho van fer, en menor mesura, els carlins carlooctavistes, joanistes i sivattistes, separats de la règencia d'en Francesc Xavier, però que també es consideraven hereus de la Comunió Tradicionalista. Tanmateix, per evitar confusions, els octavistes (que col·laboraren amb el franquisme) es feien dir generalment «Comunió Carlista» o «Comunió Catòlico-Monàrquica», mentre que els sivattistes (antifranquistes) van crear una organització amb el nom de Regència Nacional i Carlista d'Estella.
El 1955 Fal Conde seria cessat com a Cap Delegat de la Comunió Tradicionalista lleial a en Francesc Xavier, i substituït per una Secretaria Nacional dirigida per José María Valiente, qui en 1960 seria designat com a nou Cap Delegat, amb el propòsit d'iniciar una nova etapa de col·laboració amb el règim per tal d'aconseguir que el príncep Carles Hug de Borbó i Parma, fill d'en Xavier, fos escollit com a rei pel general Franco. El 1965 José María de Zavala seria nomenat Secretari Tècnic de la Junta de Govern de la Comunió, desplaçant de les seves funcions a Valiente, encara Cap Delegat (no dimitiria fins a 1967).
Com a conseqüència del procés de canvi ideològic d'un sector progressista del carlisme i arran de l'expulsió d'Espanya d'en Xavier i en Carles Hug l'any 1968 i el nomenament del seu rival Joan Carles com a futur rei, els seguidors de Carles Hug van abandonar la denominació de Comunió Tradiconalista el 1970. Així en el marc dels anomenats Congressos del Poble Carlí, celebrats entre 1970 i 1972 a Arbona, la nova direcció de la Comunió Tradicionalista xavierista, liderada per Carles Hug, va escollir la denominació de Partit Carlista, que consideraven l'original del moviment, i van apostar pel socialisme autogestionari com a nova ideologia del partit.
Tanmateix, els carlins tradicionalistes i disconformes amb el canvi ideològic van continuar fent servir el nom de «Comunió Tradicionalista» i el 1975 els seguidors de Sixt de Borbó (germà de Carles Hug) el van utilitzar oficialment per a la seva organització, fortament enfrontada amb el Partit Carlí de Carles Hug. Els diversos grups tradicionalistes finalment es van fusionar en el Congrés de la Unitat celebrat a El Escorial el maig de 1986. En aquest Congrés va ser constituïda la Comunió Tradicionalista Carlista, mitjançant la fusió de Comunión Tradicionalista (1975), Comunión Católico Monárquica (1977) i Unió Carlista.